# Ferrari SF-23
Ferrari SF-23 — гоночный автомобиль, построенный итальянской командой «Скудерия Феррари» для участия в чемпионате мира 2023 года.

## История
Гоночная машина была обкатана командой «Скудерия Феррари» 14 февраля 2023 года на трассе Фьорано. Гонщиками SF-23 стали Шарль Леклер, проехавший два круга, и Карлос Сайнс, проехавший три. 15 февраля прошли съёмки презентации автомобиля на той же трассе. На камеру Леклер проехал 17 кругов, а Сайнс ― 16, чтобы оба пилота прошли одинаковую дистанцию. По состоянию на 16 февраля 2023 года, резервные гонщики «Феррари», Антонио Джовинацци и Роберт Шварцман, ещё не управляли SF-23, потому что, по сведениями La Gazzetta dello Sport, у команды в распоряжении находится только один экземпляр машины, а второй проходит подготовку к официальному тестированию в Бахрейне, которые должны были пройти 23 и 25 февраля. По состоянию на 23 апреля 2023 года, SF-23 считали наиболее сильным соперником «Ред Булл Рейсинг».

## Дизайн
Аэродинамика автомобиля стала более адаптивной по сравнению со своим предшественником Ferrari F1-75. Антикрыло было закреплено ко второй неподвижной плоскости, а первая плоскость выступает вперёд, носовой обтекатель стал короче, само переднее крыло было выполнено в более стреловидной форме, а также рулевые тяги были перемещены ниже по сравнению с предыдущей моделью. На SF-23 было установлено переднее антикрыло, похожее на конструкцию, представленную, но не использованную «Мерседес» на Гран-при США 2022 года: третья и четвёртая плоскости крыла разделены пятью вихрегенераторами для улучшения распределения воздушных потоков, несмотря на то, что отвод воздушного потока за переднее колесо запрещён (поэтому «Мерседес» и не использовала свою конструкцию крыла). Однако, вероятно, команда «Феррари» нашла лазейку в правилах, а представители команды утверждают, что конструкция переднего крыла болида полностью законна.
Боковые понтоны и верхний воздухозаборник треугольной формы стали более компактными. «Акулий плавник» и часть бокового понтона не были покрашены с целью экономии. Подвеска SF-23 была выполнена в классической схеме: толкатели расположены спереди, тяга ― сзади. Понтоны с впускными отверстиями были отодвинуты назад и стали у́же. Внизу понтонов находятся два вертикальных отверстия неясного назначения. На верхней плоскости было изготовлено характерное для болидов «Феррари» углубление в форме ванночки. Кожух двигателя был выполнен без волнообразных форм, двойного гребя и ступенек. Линии кожуха плавные и ровные. Моторный отсек компактный, на капоте расположена новая конфигурация из семи охлаждающих отверстий, что, скорее всего, обусловлено изменением конструкторами компоновки силовой установки и системы охлаждения автомобиля. Такое компактное расположение мотора обеспечивает низкий центр тяжести и, как следствие, бо́льшую стабилизацию болида при прохождении поворотов.
Днище болида, по мнению авторов материала на autosport.com.ru, было хорошо проработано: инженеры установили ступенчатую перегородку с переднего края днища, сделав ставку на граунд-эффект. Авторы материала отмечают, что при этом необходимо избежать слишком сильного граунд-эффекта, чтобы не автомобиль не подпрыгивал на прямых, увеличивая износ шин.

## Технические характеристики

### Автомобиль
- Общий вес: 798 килограмм.
- Диаметр колёсных дисков: 18 дюймов (передние и задние).
- Подвеска: передняя основана на использовании толкателей, задняя ― на использовании тяг.
- Тормоза: Brembo. Вентилируемые диски (передние и задние) выполнены из карбона. На задних тормозах установлена система электронного управления brake-by-wire[англ.].
- Трансмиссия: коробка передач «Феррари», расположенная продольно, с восемью передними и одной задней передачей. Дифференциал имеет гидравлическое управление.
- Шасси: углеволокно, композитные сотовые структуры с устройством Halo над кабиной пилота. Детали корпуса и сиденье также выполнены из углеволокна.

### Двигатель
- Силовая установка: Ferrari 066/10[англ.].
- Рабочий объём: 1600 кубических сантиметров.
- Максимальная скорость вращения коленчатого вала: 15 тысяч оборотов в минуту.
- Турбонагнетатель: одноступенчатая турбина.
- Максимальный массовый расход топлива: 100 килограмм в час.
- Конфигурация двигателя: V-образный шестицилиндровый двигатель[англ.]*, угол развала цилиндров составляет 90 градусов.
- Диаметр цилиндра: 80 миллиметров.
- Ход поршня: 53 миллиметра.
- Число клапанов: четыре на цилиндр.
- Впрыск: установлена система непосредственного впрыска, максимальное давление составляет 500 бар.

### Система ERS
- Конфигурация: гибридная система рекуперации энергии с электрическими мотор-генераторами.
- Батарея: литий-ионные аккумуляторы, минимальный вес составляет 20 килограмм.
- Энергия батареи: четыре мегаджоуля на одном круге.
- Мощность мотор-генератора MGU-K: 120 киловатт.
- Максимальное число оборотов MGU-K: 50 тысяч оборотов в минуту.
- Максимальное число оборотов мотор-генератора MGU-H: 125 тысяч оборотов в минуту.

## Результаты в чемпионате мира Формулы-1
| Легенда к таблице |                                                                    |
| --- | ------------------------------------------------------------------ |
| В таблице перечислены результаты всех Гран-при Формулы-1, в которых использовался автомобиль. Строками таблицы являются сезоны, столбцами — этапы чемпионата мира. В каждой клетке указаны сокращённое название этапа и результат, дополнительно обозначенный цветом. Расшифровка обозначений и цветов представлена в нижеследующей таблице. |                                                                    |
| \| Пример \| Описание \| \| ------------ \| ------------------------------------------------------------------ \| \| 1 \| Победитель \| \| 2 \| Второе место \| \| 3 \| Третье место \| \| 5 \| Финишировал, заработав очки \| \| Сход \| Не финишировал, но при этом заработал очки \| \| 12 \| Финишировал, не получив очков \| \| НКЛ \| Финишировал, но не попал в финальную классификацию \| \| 15 \| Участвовал вне зачёта, либо по отдельной классификации \| \| 18 \| Не финишировал, но попал в финальную классификацию \| \| Сход \| Не финишировал \| \| НКВ \| Не прошёл квалификацию \| \| НПКВ \| Не прошёл предквалификацию \| \| ДСК \| Дисквалифицирован \| \| ИСК \| Исключён из протокола соревнований \| \| ТТ \| Заявлен для участия только в тренировках \| \| НС \| Участвовал в квалификации, но не стартовал в гонке \| \| Т \| Травмирован или болен \| \| ОТК \| Отказ от участия \| \| НТР \| Прибыл на соревнования, но на трассу не выезжал \| \| НПР \| Был заявлен в числе участников, но не прибыл к началу соревнований \| \| О \| Соревнования отменены \| \| \| Не участвовал \| \| Поул-позиция \| \| \| Быстрый круг \| \| |                                                                    |
| Пример | Описание                                                           |
| 1 | Победитель                                                         |
| 2 | Второе место                                                       |
| 3 | Третье место                                                       |
| 5 | Финишировал, заработав очки                                        |
| Сход | Не финишировал, но при этом заработал очки                         |
| 12 | Финишировал, не получив очков                                      |
| НКЛ | Финишировал, но не попал в финальную классификацию                 |
| 15 | Участвовал вне зачёта, либо по отдельной классификации             |
| 18 | Не финишировал, но попал в финальную классификацию                 |
| Сход | Не финишировал                                                     |
| НКВ | Не прошёл квалификацию                                             |
| НПКВ | Не прошёл предквалификацию                                         |
| ДСК | Дисквалифицирован                                                  |
| ИСК | Исключён из протокола соревнований                                 |
| ТТ | Заявлен для участия только в тренировках                           |
| НС | Участвовал в квалификации, но не стартовал в гонке                 |
| Т | Травмирован или болен                                              |
| ОТК | Отказ от участия                                                   |
| НТР | Прибыл на соревнования, но на трассу не выезжал                    |
| НПР | Был заявлен в числе участников, но не прибыл к началу соревнований |
| О | Соревнования отменены                                              |
| | Не участвовал                                                      |
| Поул-позиция |                                                                    |
| Быстрый круг |                                                                    |

| Сезон | Шасси         | Двигатель              | Ш | Гонщики          | 1    | 2   | 3    | 4   | 5   | 6   | 7   | 8   | 9   | 10  | 11  | 12   | 13   | 14  | 15  | 16  | 17  | 18  | 19  | 20  | 21  | 22  | Место | Очки |
| ----- | ------------- | ---------------------- | - | ---------------- | ---- | --- | ---- | --- | --- | --- | --- | --- | --- | --- | --- | ---- | ---- | --- | --- | --- | --- | --- | --- | --- | --- | --- | ----- | ---- |
| 2023  | Ferrari SF-23 | Ferrari 066/10 1,6 V6T | P |                  | БАХ  | САУ | АВС  | АЗЕ | МАЙ | МОН | ИСП | КАН | АВТ | ВЕЛ | ВЕН | БЕЛ  | НИД  | ИТА | СИН | ЯПО | КАТ | США | МЕХ | САП | ЛАС | АБУ | 3     | 406  |
| 2023  | Ferrari SF-23 | Ferrari 066/10 1,6 V6T | P | Шарль Леклер     | Сход | 7   | Сход | 3   | 7   | 6   | 11  | 4   | 2   | 9   | 7   | 3    | Сход | 4   | 4   | 4   | 5   | ДСК | 3   | НС  | 2   | 2   | 3     | 406  |
| 2023  | Ferrari SF-23 | Ferrari 066/10 1,6 V6T | P | Карлос Сайнс-мл. | 4    | 6   | 12   | 5   | 5   | 8   | 5   | 5   | 6   | 10  | 8   | Сход | 5    | 3   | 1   | 6   | НС  | 3   | 4   | 6   | 6   | 18  | 3     | 406  |

### Комментарии
1. ↑  Получил дополнительные семь очков за второе место в спринте.
2. 1 2 3  Получил дополнительные четыре очка за пятое место в спринте.
3. 1 2  Получил дополнительные шесть очков за третье место в спринте.
4. ↑  Получил дополнительные пять очков за четвёртое место в спринте.
5. 1 2  Получил дополнительные три очка за шестое место в спринте.
6. ↑  Получил дополнительное очко за восьмое место в спринте.